# Stanisław Tarło (duchowny)
Stanisław Tarło herbu Topór (ok. 1480-14 grudnia 1544) – biskup przemyski, sekretarz królewski, poeta.

## Życiorys
Urodził się w Szczekarzewicach (Tarłów) . Był synem Stanisława Tarły i Małgorzaty Magier. Uczył się w Chełmnie u Księży Braci z Zwoll, Akademii Krakowskiej, Bolonii i Rzymie . Był sekretarzem króla Zygmunta I. Zasłynął jako humanista i poeta. Napisał poemat De Bello Pruthenico o wojnie z Albrechtem Hohenzollernem. 
Był kanonikiem płockim i krakowskim w 1506 roku oraz archidiakonem lubelskim w 1515 roku. Co najmniej od 1529 roku był proboszczem (prepozytem) końskowolskim. Zamieszkał w Pałacu biskupim w Krośnie. Poświęcił m.in. kaplicę, ufundowaną przez Bonera na Zamku w Odrzykoniu .
Był posłem Zygmunta I Starego na sejmik województwa krakowskiego w Proszowicach.
Zmarł w Krośnie 14 grudnia 1544. Pochowany został w kościele farnym w Krośnie. Na marmurowej płycie jest herb Topór, insygnia biskupie wraz z napisem: “A.D. 1544 die 14 Decembris". Herb Topór rodziny Tarłów znajduje się także na obrazie “Wskrzeszenia Piotrawina", który biskup ufundował w 1520 r. dla katedry w Sandomierzu .